# 釣鐘町
釣鐘町（つりがねちょう）は、大阪府大阪市中央区の町名。現行行政地名は釣鐘町一丁目および釣鐘町二丁目。

## 地理
大阪市中央区の北部に位置。北は島町、南は船越町、東は谷町一丁目、西は松屋町筋を挟んで東高麗橋にそれぞれ接する。

## 歴史
1872年（明治5年）に釣鐘上之町、近江町を釣鐘町に編入し、釣鐘町1 - 2丁目となった。

### 町名の由来
1634年（寛永11年）に徳川家光が二条城から船で大坂城へ入った際、三郷惣年寄などが将軍を今市に招き、祝賀の意を表したところ、将軍より大坂町中の地子銀の永久免除を約束された。それに感謝して三郷惣年寄が協議し釣鐘を造らせて町中に時報を知らせたことに由来する。この鐘を、大坂町中時報鐘といい、釣鐘屋敷が建てられた。

### 大坂町中時報鐘
大坂町中時報鐘（おおさかまちじゅうじほうしょう）は、重さ3トン、高さ1,9mの鐘である。仁政の鐘とも呼ばれる。江戸時代には2時間おきに鐘をつき、時を知らせた。『曽根崎心中』に登場する「暁の鐘」は、この鐘の音とされる。鐘楼はたびたび火災に遭って焼失したが、鐘は残った。明治に入り、市中に時を知らせる役割が号砲に変わると、1870年に撤去された。以後寺や小学校などに預けられ、1926年に大阪府庁舎が新設された際に屋上の鐘楼に掛けられた。しかしその後は存在を忘れられ、戦時期の金属回収も免れた。
1970年代に郷土史家らによって鐘が「再発見」される。1970年、大阪府有形文化財指定。かつての釣鐘屋敷跡（釣鐘町二丁目）に企業家らが資金を提供して 鐘楼を築き、1985年6月10日（時の記念日）をもって鐘を「里帰り」させた。なおこの際、鐘楼部分の土地（17坪）については地主（住友生命）が「大坂町中時報鐘顕彰保存会」に「永代貸与」する協定が結ばれた。なお、釣鐘の所有者は大阪府である。
その後土地はマンション用地として転売されたが、無償で貸与する協定は引き継がれた。2015年当時はマンションの一角に鐘楼が所在し、平素は午前8時、正午、日没の3回、コンピュータ制御によって撞木が動き、鐘を鳴らしていた（6月10日と大みそかは手動で鳴らしていた）。
しかし、マンションの地主である不動産会社が土地を売却する際に、17坪部分の無償貸出協定がネックとなった。17坪部分の土地を分筆し、それ以外の土地は売却できたものの、17坪についてはこの不動産会社所有のまま残った。不動産会社は、固定資産税の負担が大きいとして、2015年12月以降、保存会および府に対し、協定解除・土地明け渡し（ないしは土地の時価での買い取り）を求め、訴訟となっている。

## 世帯数と人口
2019年（平成31年）3月31日現在の世帯数と人口は以下の通りである。
| 丁目         | 世帯数  | 人口  |
| ------------ | ------- | ----- |
| 釣鐘町一丁目 | 211世帯 | 345人 |
| 釣鐘町二丁目 | 452世帯 | 646人 |
| 計           | 663世帯 | 991人 |

### 人口の変遷
国勢調査による人口の推移。
| 1995年（平成7年）  | 371人 | [ 9 ]  |  |
| 2000年（平成12年） | 366人 | [ 10 ] |  |
| 2005年（平成17年） | 537人 | [ 11 ] |  |
| 2010年（平成22年） | 513人 | [ 12 ] |  |
| 2015年（平成27年） | 935人 | [ 13 ] |  |

### 世帯数の変遷
国勢調査による世帯数の推移。
| 1995年（平成7年）  | 182世帯 | [ 9 ]  |  |
| 2000年（平成12年） | 214世帯 | [ 10 ] |  |
| 2005年（平成17年） | 372世帯 | [ 11 ] |  |
| 2010年（平成22年） | 370世帯 | [ 12 ] |  |
| 2015年（平成27年） | 629世帯 | [ 13 ] |  |

## 事業所
2016年（平成28年）現在の経済センサス調査による事業所数と従業員数は以下の通りである。
| 丁目         | 事業所数  | 従業員数 |
| ------------ | --------- | -------- |
| 釣鐘町一丁目 | 95事業所  | 530人    |
| 釣鐘町二丁目 | 73事業所  | 795人    |
| 計           | 168事業所 | 1,325人  |

## 施設
- 大阪市立中央高等学校
- 釣鐘屋敷跡
- 西松建設西日本支社

## 交通

### 鉄道
- 最寄り駅は京阪電気鉄道・Osaka Metroの天満橋駅。

### 道路
主要地方道
- 大阪市道天神橋天王寺線（松屋町筋）

## その他

### 日本郵便
- 〒540-0035[3]（集配局：大阪東郵便局[15]）